# Médiahack
A médiahack egy olyan nem szokványos médiamegoldás, mely figyelemfelkeltő módon, akár fiktív esetek, hírek megalkotásával, hívja fel a figyelmet egy problémára, termékre, hogy azután feltárja a valódi célt, azaz magát a terméket, vagy az üzenetet.
A médiahack alapvetően az ember örök érdeklődő természetére alapoz és valami újat, valami egyedit tár fel, hogy aztán a célszolgáltatásra, céltermékre fordítsa a figyelmet.
A médiahack motívuma tehát lehet termék, szolgáltatás illetve társadalmi célú üzenet is.

## Álhírek

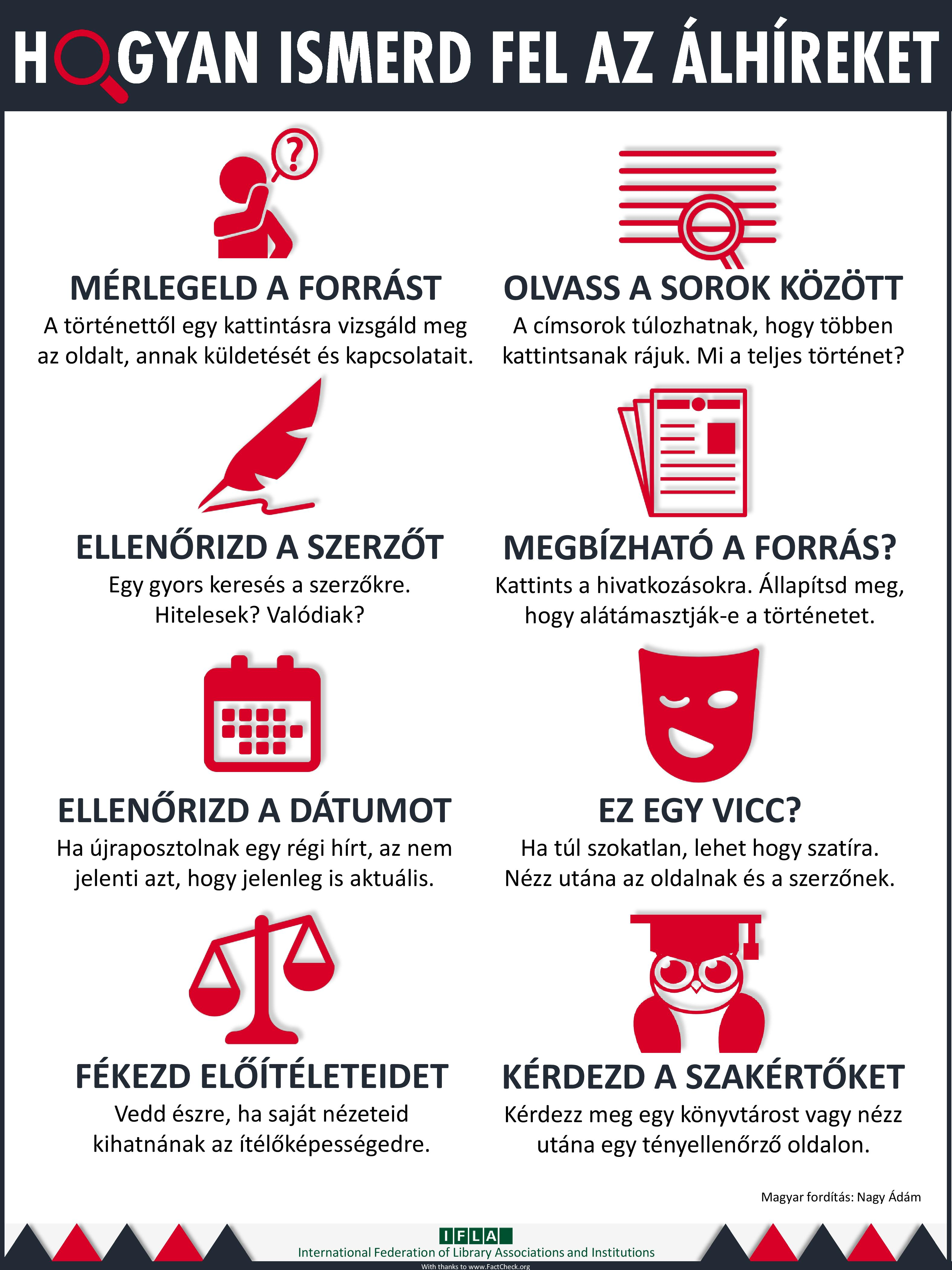
Az álhírek felismerésének módjai

A médiahack ezen formája, a sárga újságírás vagy propaganda olyan formája, amely a hagyományos nyomtatott, sugárzott vagy online médián keresztül szándékosan félretájékoztatja a fogyasztókat. A hamis tényközlés célja a gazdasági, politikai előny vagy nézettségi/elérési számnövekedés megszerzése. Terjesztésükre gyakran használnak kirívóan ritka szalagcímeket, megdöbbentő állításokat, esetleg valamilyen közismert tény ellenkezőjét. A modern információs társadalomban, hétköznapi fogyasztóként nehéz megkülönböztetni a valós tartalmakat a hamisaktól. A konzervativizmus elve itt is tettenérhető, hiszen általában olyan hírforrás alapján tájékozódunk, amelyek megerősítik, vagy legalábbis nem cáfolják előzetes vélekedéseinket.
Bár maga a fogalom előtte is létezett, köztudatba Donald Trump politikai kampánya után került be. A BuzzFeed felmérése szerint, a 2016-os amerikai elnökválasztási kampány során, a Facebookon megjelent 20 álhír nagyobb tömegekhez jutott el, mint a 19 legjelentősebb hírportál vezető 20 cikke. Ezért is fontos a fogyasztók részéről a tudatos információfogyasztás. A Könyvtári Egyesületek és Szervezetek Nemzetközi Szövetsége (IFLA) ezért is tett közzé az alábbi megfontolandó pontokat (jobb oldalon a képen is):
- mérlegeld a forrást
- olvass a sorok között
- ellenőrizd a dátumot
- fékezd előítéleteidet
- olvass a sorok között
- megbízható a forrás?
- ez egy vicc?
- kérdezd a szakértőket.

Nem vagyunk védtelenek a külvilág ingereivel szemben. A tudatos felkészültség, az általános tájékozódási vágy és a soha meg nem nyugvás, hogy na abszolút igazságokat keressünk, vezethet el minket a pontosabb megismerés felé. Egy 2013-as konferencián, amely a média és az oktatás viszonyának feltérképezését tűzte ki célul, köszöntőjében Balog Zoltán, az Emberi Erőforrások Minisztériuma vezetője így fogalmazott:
"Úgy gondolom, hogy a médiaetikában is van egy nagyon fontos kérdés, amit fel kell tennünk. Hiszen amikor harcoltunk azért – valamikor még, olyan harminc évvel ezelőtt –, hogy hozzájuthassunk a ránk vonatkozó információkhoz, akkor ma már – mondjuk így –, hogy az információs önrendelkezésért kell harcolnunk."